# Something Big
«Something Big» es una canción del cantante canadiense Shawn Mendes de su álbum de debut de estudio Handwritten (2014). Fue lanzado el 5 de octubre de 2013 como el segundo sencillo oficial del álbum. Something Big se convirtió en el sencillo número 11 en las listas canadienses, así como el 80 en los Billboard Hot 100 de Estados Unidos.

## Rendimiento comercial
La canción se estrenó en el Billboard Hot 100 el 22 de noviembre de 2014, en el número 92. La canción volvió a entrar en la lista el 10 de enero de 2015, en el número 92, y finalmente la canción llegó al número 80 el 17 de enero de 2015.

## Vídeo musical
El vídeo musical de Something Big fue lanzado el 11 de noviembre de 2014 en Vevo y YouTube.

## Posicionamiento en listas

### Semanales
| Canadá          | Canadian Hot 100        | 11  |
| Escocia         | Scottish Singles Chart  | 52  |
| Eslovaquia      | Singles Digital Top 100 | 66  |
| Estados Unidos  | Billboard Hot 100       | 80  |
| Reino Unido     | UK Singles Chart        | 109 |
| República Checa | Singles Digitál Top 100 | 69  |

### Certificaciones
| País           | Organismo certificador | Certificación | Ventas certificadas | Ref.   |
| -------------- | ---------------------- | ------------- | ------------------- | ------ |
| Canadá         | Music Canada           | Platino       | 80 000              | [ 10 ] |
| Estados Unidos | RIAA                   | Platino       | 1 000 000           | [ 11 ] |